# Zemelen

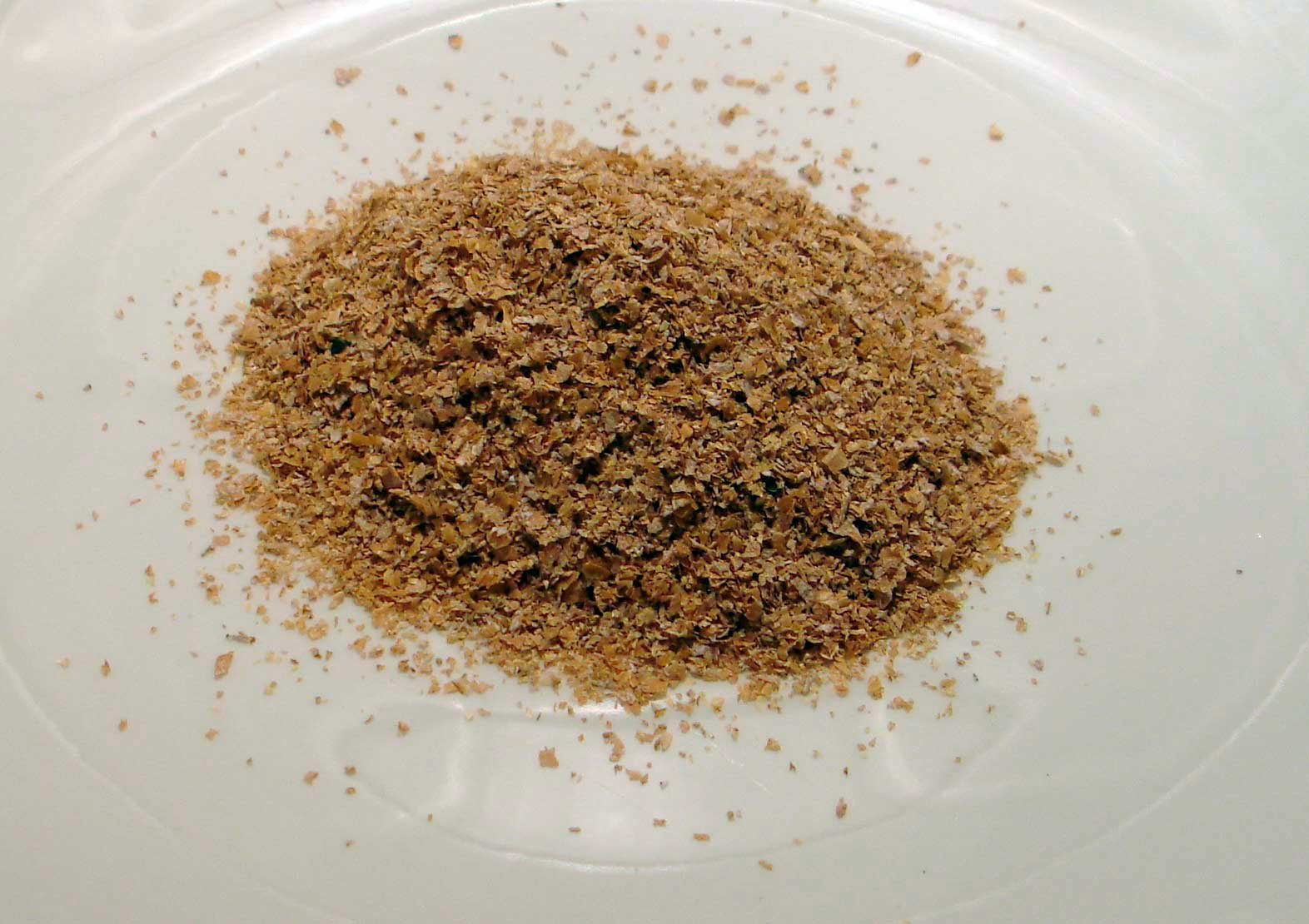
Tarwezemelen

Zemelen zijn een deel van de graanvruchten. Het zijn de met de zaadhuiden vergroeide vruchtwanden en kiemen, die vrijkomen bij het tot meel malen van de korrel. De fijne zemel bestaat uit de zaadhuid en de grove zemel uit de vruchtwand. Zemelen zijn rijk aan voedingsvezels en bevorderen daardoor de stoelgang enigszins (omdat ze fructose bevatten kunnen ze ook juist buikpijn en opgeblazen gevoel veroorzaken, hierom worden ze, in tegenstelling tot bijvoorbeeld psyllium, niet primair aanbevolen ter bevordering van de stoelgang). Als de voeding hoofdzakelijk uit geslepen rijst bestaat, waar de zemelen en de kiem dus van verwijderd zijn, kan door een tekort aan thiamine beriberi optreden.
Bij bruinbrood worden de zemelen – afhankelijk van de zwaarte van bruinbrood – zoals bij knäckebröd, gedeeltelijk uit het meel verwijderd. Bij witbrood zijn alle zemelen uit het meel verwijderd.

## Inhoudstoffen
100 gram zemelen bevatten ongeveer 600 kilojoule (~143 kilocalorieën).
Gemiddeld bevatten zemelen:
- eiwit 12,3%
- verteerbare koolhydraten 14,6%
- vet 4,0%
- ballaststoffen (voedingsvezels) 53,6%

### Mineralen
Ze dekken de dagelijkse behoefte aan mineralen voor:
- IJzer 100%,
- Magnesium 300%,
- Kalium 80%,
- Zink 90%,
- Koper 55%,
- Mangaan 460%,
- Seleen 250%.

### Vitaminen
Ze dekken de dagelijkse behoefte aan vitaminen voor:
- Thiamine 40%,
- Riboflavine 40%,
- Niacine 110%,
- Pantotheenzuur 50%,
- Vitamine B6 110%,
- Foliumzuur 25%,
- Vitamine E (alpha-tocoferol) 30%.

### Olie
De kiemen hebben een hoog oliegehalte, bijvoorbeeld tarwekiemolie, waardoor ze ranzig kunnen worden. Door de zemelen te verhitten kunnen ze langer bewaard worden.
De olie uit de kiem wordt gebruikt in de verfindustrie of als bak- en braadolie zoals rijstolie.